# Матлок (Ајова)
Матлок (енгл. Matlock) град је у америчкој савезној држави Ајова. По попису становништва из 2010. у њему је живело 87 становника.

## Демографија
Према попису становништва из 2010. у граду је живело 87 становника, што је 4 (4,8%) становника више него 2000. године.
| Група             | 2000.      | 2010.       |
| Белци             | 81 (97,6%) | 87 (100.0%) |
| Афроамериканци    | 0 (0,0%)   | 0 (0,0%)    |
| Азијати           | 0 (0,0%)   | 0 (0,0%)    |
| Хиспаноамериканци | 0 (0,0%)   | 0 (0,0%)    |
| Укупно            | 83         | 87          |